# Halina Bielińska

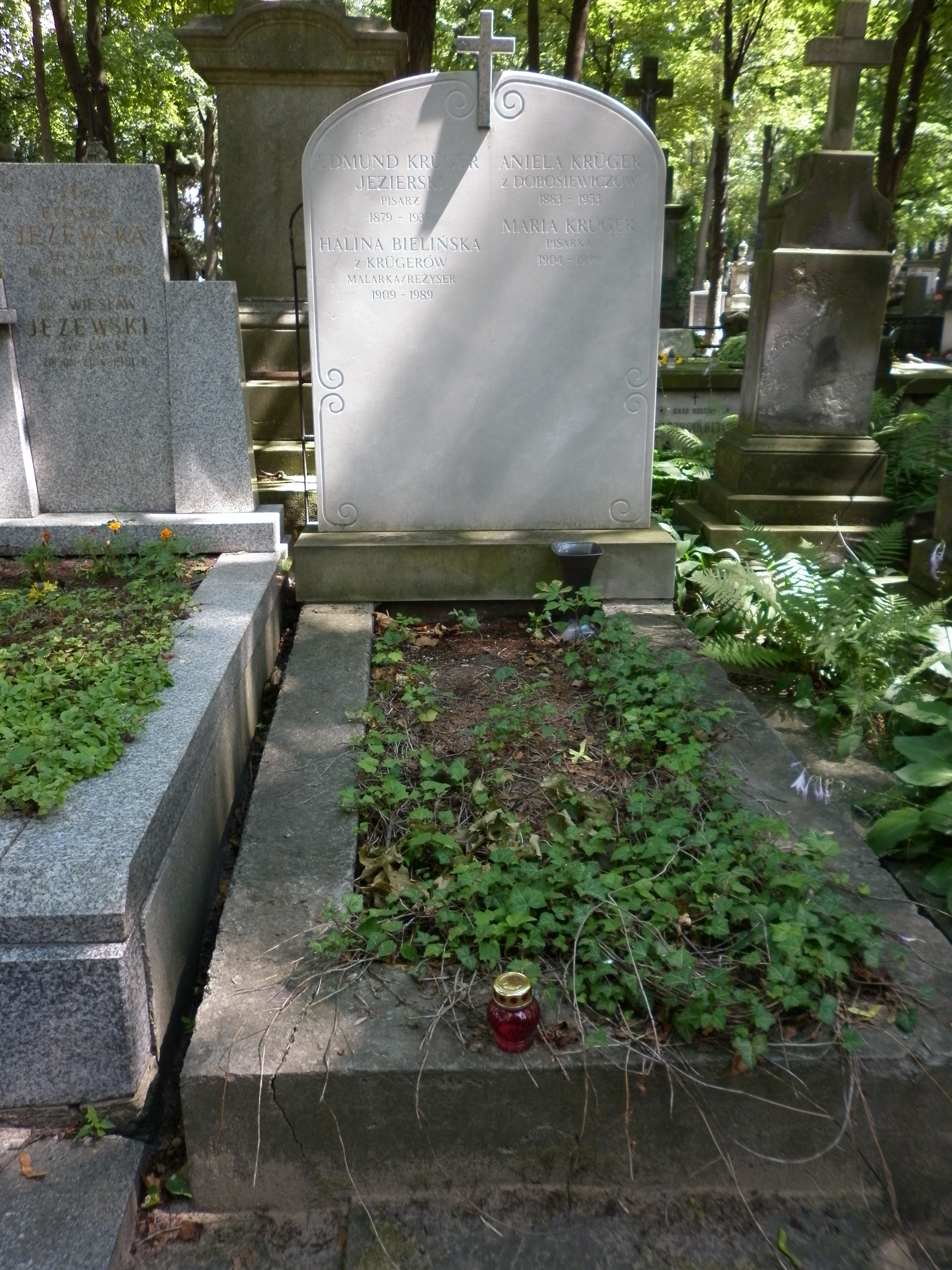
Grób rodziny Krügerów na cmentarzu Powązkowskim

Halina Aniela Bielińska z domu Krüger (ur. 14 sierpnia 1914 w Warszawie, zm. 13 października 1989 tamże) – polska reżyserka filmowa, grafik, scenograf Wytwórni Filmów Fabularnych w Łodzi i Studia Filmów Lalkowych w Tuszynie, autorka filmów animowanych i fabularnych, ilustratorka książek dla dzieci.
Córka Edmunda Krügera i siostra Marii Krüger. Absolwentka Akademii Sztuk Pięknych w Warszawie. Jedna z pionierów animacji w Polsce. Razem z Włodzimierzem Haupem otrzymała nagrodę za Zmianę warty w kategorii filmów krótkometrażowych na Międzynarodowym Festiwalu Filmowym w Cannes w 1959 roku. Pochowana na cmentarzu Powązkowskim w Warszawie (kwatera 17-6-28).
Jej synem jest archeolog, Piotr Bieliński.

## Odznaczenia
- Krzyż Kawalerski Orderu Odrodzenia Polski (1959)

## Wybrana filmografia
- Szczęściarz Antoni (współreżyseria, 1960)
- Godzina pąsowej róży (1963)
- Sam pośród miasta (1965)
- Dziadek do orzechów (1967)
- Piąta rano (1969)